# Hippolais
Hippolais is een geslacht van zangvogels uit de familie Acrocephalidae (rietzangers). 

## Soorten
Het geslacht telt vier soorten:
- Hippolais icterina – Spotvogel
- Hippolais languida – Grote vale spotvogel
- Hippolais olivetorum – Griekse spotvogel
- Hippolais polyglotta – Orpheusspotvogel